# 安部龍太郎
安部 龍太郎（あべ りゅうたろう、1955年（昭和30年）6月20日 - ）は、日本の小説家。本名は安部 良法。日本文芸家協会会員。日本ペンクラブ会員。

## 略歴
福岡県八女市（旧・黒木町）生まれ。国立久留米工業高等専門学校機械工学科卒。
学生時代から太宰治、坂口安吾などの作品を読んできた。高専時代、熱中したラグビーで大けがを負い1年間休学。このとき坂口の「堕落論」を読んで作家を志すようになった。21歳で上京して東京都大田区役所の矢口出張所に勤めたのち、異動となった下丸子図書館で「図書館報」の編集に携わった。
それまで、同人誌などに小説を書いていたが、妻子がいた29歳のときに公務員を退職し、2年間に限定して小説の執筆に専念した。この間、歴史小説で初めて最終選考に残ったため、さらに1年延長して創作に没頭、このとき応募した新作が編集者に認められた。1988年、短編「師直の恋」（『小説新潮』）で文壇にデビュー。まもなく、別の作家からの引き継ぎで取り組んだ週刊誌（『週刊新潮』）の連載が好評を得、予定を越えて延長を重ねた。この連載をもとに1990年に刊行した『血の日本史』（「日本史 血の年表」改題）が、単行本のデビュー作となった。この作品をきっかけに「隆慶一郎が最後に会いたがった男」という逸話が生まれた。
早くから新人賞の候補に挙げられながら度々受賞を逃してきた。その後、歴史小説家として欠落しているものを感じ、46歳の時に京都に仕事場を設けて、茶道や水墨画を学んだ。2013年、自身の姿を画家長谷川等伯に重ねて書いた『等伯』で直木賞を受賞した。
歴史を動かしてきたものは「海外貿易と経済構造の変化、それを担う人材が現れるか」の三つと考え、この史観を基に三つのシリーズもの（家康、遣唐使の物語、太平記）を手掛けている。「太平記」シリーズに関しては、室町幕府に敗れた南朝方の落人集落と伝えられる山村に生まれた自身の出自が気になり、書くことに決めたと語る。

## 受賞歴
- 2005年 第11回中山義秀文学賞受賞（『天馬、翔ける』）
- 2013年 第148回直木三十五賞受賞（『等伯』）
- 2016年 第5回歴史時代作家クラブ賞受賞（実績功労賞）

（以下は受賞を逃した候補作）
『矢口の渡』（1987年 第67回オール讀物新人賞 候補）
『降人哀し』（1987年 第5回小説新潮新人賞 候補）
『血の日本史』（1991年 第4回山本周五郎賞 候補）
『黄金海流』（1992年 第13回吉川英治文学新人賞 候補）
『彷徨える帝』（1994年 第111回直木三十五賞 候補 / 第7回山本周五郎賞 候補）
『関ヶ原連判状』（1997年 第10回山本周五郎賞 候補）
『生きて候』（2003年 第9回中山義秀文学賞 候補）

## 著作一覧

### 小説
- 血の日本史（1990年11月、新潮社）
- 黄金海流（1991年12月、新潮社）
- 彷徨える帝（1994年3月、新潮社）
- 太閤の城（1994年12月、PHP研究所、文庫題「太閤の城 結城虎之介・残月剣」）
- 室町花伝（1995年5月、文藝春秋、文庫題「バサラ将軍」）
- 風の如く水の如く（1996年3月、集英社）
- 関ヶ原連判状（1996年10月、新潮社）
- 密室大坂城（1997年1月、講談社）
- 金沢城嵐の間（1997年8月、文藝春秋）
- 難風（1998年6月、講談社、文庫題「忠直卿御座船」「佐和山炎上」）
- 神々に告ぐ（1999年7月、角川書店、文庫題「戦国秘譚 神々に告ぐ」）
- 海神　孫太郎漂流記（1999年9月、集英社）
- 開陽丸、北へ 徳川海軍の興亡（1999年12月、朝日新聞社、文庫題「幕末 開陽丸 徳川海軍最後の戦い」）
- お吉写真帖　明治維新新技術事始め（2000年7月、文藝春秋、文庫題「お吉写真帖」）
- 信長燃ゆ（2001年6月、日本経済新聞社）
- 生きて候（2002年10月、集英社）
- 薩摩燃ゆ（2004年7月、小学館）
- 天馬、翔ける（2004年12月、新潮社、文庫題「天馬、翔ける 源義経」）
- 浄土の帝（2005年7月、角川書店）
- 天下布武 夢どの与一郎（2006年9月、角川書店）
- 恋七夜（2007年2月、集英社）
- 道誉と正成（2009年8月、集英社）
- 下天を謀る（2009年11月、新潮社）
- 蒼き信長（2010年1月、毎日新聞社）
- 葉隠物語（2011年3月、エイチアンドアイ）
- レオン氏郷（2012年9月、PHP研究所）
- 等伯（2012年9月、日本経済新聞出版社）
- 五峯の鷹（2013年12月、小学館）
- 冬を待つ城（2014年10月、新潮社）
- 維新の肖像（2015年4月、潮出版社）
- 姫神（2015年8月、文藝春秋）
- 義貞の旗（2015年10月、集英社）
- 宗麟の海（2017年9月、NHK出版）文春文庫　2020年
- 冬を待つ城（2017年10月、新潮社）
- 平城京（2018年5月、KADOKAWA）
- 蝦夷太平記 十三の海鳴り（2019年10月、集英社）
- 海の十字架（2020年2月、文藝春秋）
- 迷宮の月（2020年4月、新潮社）
- 家康（幻冬舎時代小説文庫）
  1. 信長との同盟（2020年7月）
  2. 三方ヶ原の戦い（2020年8月）
  3. 長篠の戦い（2020年9月）
  4. 甲州征伐（2020年10月）
  5. 本能寺の変（2020年11月）
  6. 小牧・長久手の戦い（2020年12月）
  7. 秀吉との和睦（2022年12月）

### 史論・随筆など
- 天才信長を探しに、旅に出た（2002年6月、日本経済新聞社）
- 戦国の山城をゆく 信長や秀吉に滅ぼされた世界（2004年4月、集英社新書）
- 名将の法則 戦国乱世を生き抜いた12人の知られざる"決断"とは（2006年8月、日本実業出版社）
- 武田信玄の古戦場をゆく なぜ武田軍団は北へ向かったのか?（2006年11月、集英社新書）
- 徳川家康の詰め将棋 大坂城包囲網（2009年1月、集英社新書）
- 安部龍太郎「英雄」を歩く（2013年7月、日本実業出版社）
- 信長はなぜ葬られたのか　世界史の中の本能寺の変（2018年7月、幻冬舎新書）
- 信長になれなかった男たち　戦国武将外伝（2019年1月、幻冬舎新書）
- 信長の革命と光秀の正義　真説本能寺（2020年1月、幻冬舎新書）
- 日本はこうしてつくられた　大和を都に選んだ古代王権の謎（2021年1月、小学館カラー版）
- シルクロード　仏の道をゆく（2021年7月、潮出版社）
- 特攻隊員と大刀洗飛行場（2021年7月、PHP新書）

## 共著
- 禅林寺 古寺巡礼京都（小木曽善龍共著、2007年3月、淡交社）
- 神の島　沖ノ島（藤原新也共著、2013年5月、小学館）
- 対決！日本史（佐藤優、潮出版社・潮新書、2020年-）